# Leandro Ramos
Leandro Ramos (Rio de Janeiro, 25 de maio de 1981) é um ator e roteirista brasileiro, conhecido principalmente pelo papel de Julinho da Van no fenômeno da internet e da televisão Choque de Cultura. Com uma carreira versátil, Leandro também se destacou nas séries Encantado's, Pico da Neblina, Turma da Mônica: Lições e na franquia cômica Cabras da Peste. Como roteirista, assinou produções do Porta dos Fundos, Irmão do Jorel, além do próprio Choque.

## Biografia
Natural do Rio de Janeiro, Leandro Ramos iniciou sua carreira artística como roteirista e diretor de conteúdo cômico, ganhando destaque no coletivo TV Quase, onde se destacou como criador e ator. Em 2016, estourou nacionalmente com o humorístico Choque de Cultura, interpretando Julinho da Van, personagem que satiriza o "crítico de cinema" brasileiro. A série migrou da internet para a televisão, sendo exibida na TV Globo com grande repercussão.
Expandindo sua carreira como ator, Leandro passou a integrar o elenco de produções como Encantado's, onde vive o bicheiro Ceroto, e também apareceu nos filmes Cabras da Peste e Juntos e Enrolados. Ele também deu vida ao vendedor de balões nos filmes Turma da Mônica: Laços e Turma da Mônica: Lições.
Como roteirista, contribuiu para produções originais como Ninguém Tá Olhando (Netflix), Acorda, Carlo! e Choque de Cultura, além de ter colaborado com a animação Irmão do Jorel.

## Filmografia

### Televisão
| Ano           | Título                   | Personagem     | Notas                      |
| ------------- | ------------------------ | -------------- | -------------------------- |
| 2016–2023     | Choque de Cultura        | Julinho da Van |                            |
| 2018–2019     | Choque de Cultura - Show | Julinho da Van |                            |
| 2019          | A Dona do Pedaço         | Julinho da Van | Episódio: "24 de julho"    |
| 2019          | Feras                    | Rene           | Episódio: "4 de fevereiro" |
| 2019          | Ninguém Tá Olhando       | Sandro Serra   |                            |
| 2019          | Filhos da Pátria         | Bilheteiro     | Episódio: "26 de novembro" |
| 2022          | Pico da Neblina          | Bacalhau       |                            |
| 2022          | Eleita                   | Major Toledo   |                            |
| 2022–presente | Encantado's              | Ceroto         |                            |
| 2025          | Jogo Cruzado             | Lucca          |                            |

### Cinema
| Ano  | Título                  | Personagem         | Nota |
| ---- | ----------------------- | ------------------ | ---- |
| 2019 | Turma da Mônica: Laços  | Vendedor de balões |      |
| 2021 | Cabras da Peste         | Raul               |      |
| 2021 | Turma da Mônica: Lições | Vendedor de balões |      |
| 2022 | Papai é Pop             | Júlio              |      |
| 2022 | Juntos e Enrolados      | Mestre Shan        |      |
| 2022 | Abestalhados 2          | Eric Rios          |      |
| 2024 | Vovó Ninja              | Leonardo           |      |
| 2024 | Passagrana              | Lima               |      |
| 2026 | Cabras da Peste 2       | Raul               |      |

## Como roteirista
| Ano       | Título             | Função       | Notas |
| --------- | ------------------ | ------------ | ----- |
| 2018      | Irmão do Jorel     | Redação      |       |
| 2018–2019 | Choque de Cultura  | Roteirista   |       |
| 2019      | Ninguém Tá Olhando | Staff writer |       |
| 2023      | Acorda, Carlo!     | Roteirista   |       |